# Linea Onoda

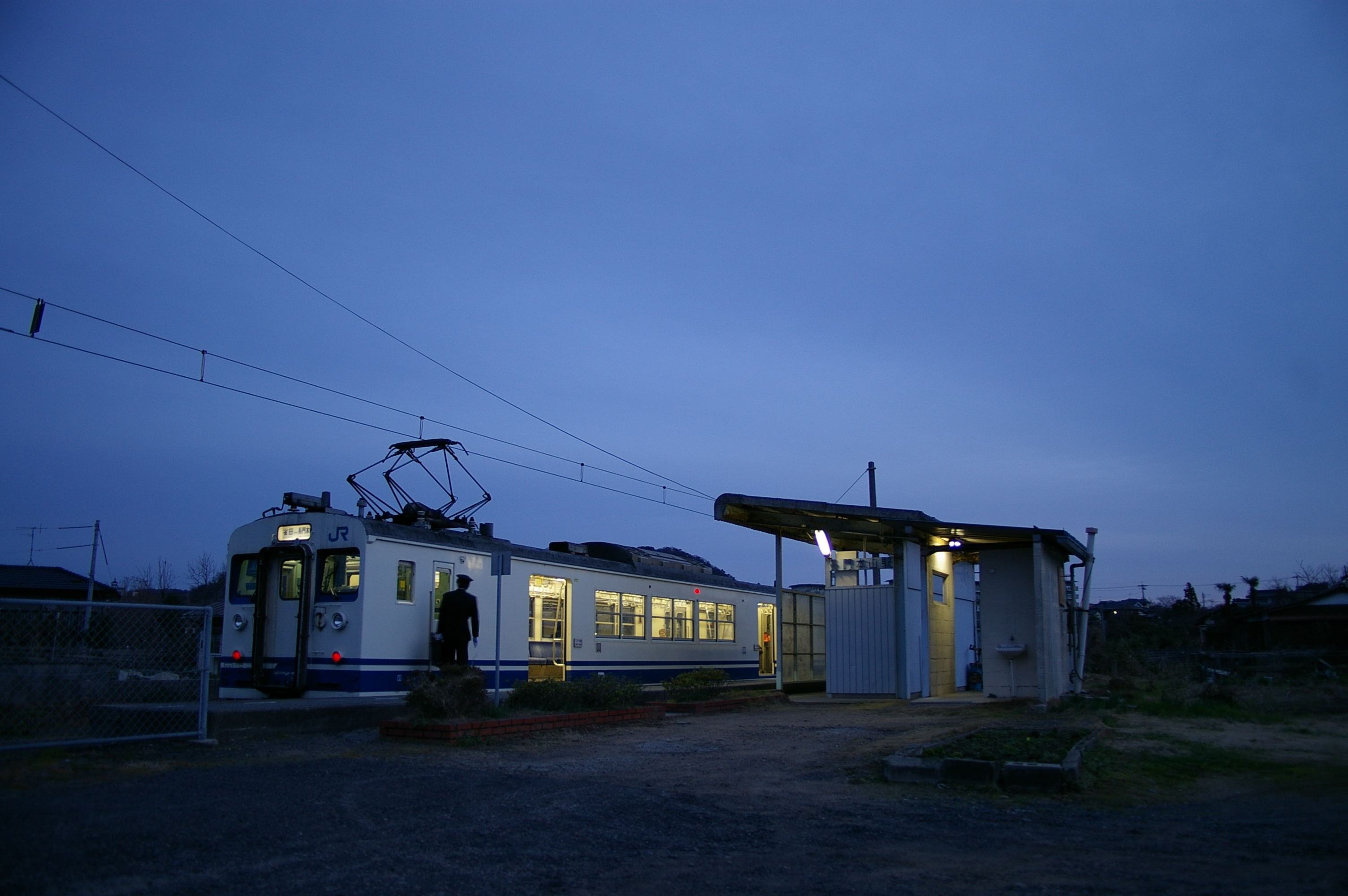
Vista della stazione di Nagato-Motoyama in notturna

La linea Onoda (小野田線?, Onoda-sen) è una breve ferrovia regionale di circa 11 km a scartamento ridotto che unisce la città di Ube, nella prefettura di Yamaguchi con quella di Sanyō-Onoda, anch'essa nella medesima prefettura, in Giappone. La linea è gestita dalla West Japan Railway Company (JR West) ed è a binario singolo elettrificato, con una diramazione per Nagato-Motoyama.

## Stazioni
Tutte le stazioni si trovano nella prefettura di Yamaguchi.
| Linea           | Stazione     | Giapponese | Distanza                 | Collegamenti                     | Posizione |
| --------------- | ------------ | ---------- | ------------------------ | -------------------------------- | --------- |
| Ube             | Ube-Shinkawa | 宇部新川   | 1.8                      | ■ Linea Ube (per Shin-Yamaguchi) | Ube       |
| Ube             | Inō          | 居能       | 0.0                      | ■ Linea Ube (per Ube)            | Ube       |
| Onoda           | Inō          | 居能       | 0.0                      | ■ Linea Ube (per Ube)            | Ube       |
| Tsumazaki       | 妻崎         | 2.5        |                          |                                  | Ube       |
| Nagato-Nagasawa | 長門長沢     | 3.2        |                          |                                  | Ube       |
| Suzumeda        | 雀田         | 4.5        | Diramazione Motoyama     | Sanyō-Onoda                      |           |
| Onodakō         | 小野田港     | 6.5        |                          | Sanyō-Onoda                      |           |
| Minami-Onoda    | 南小野田     | 7.1        |                          | Sanyō-Onoda                      |           |
| Minami-Nakagawa | 南中川       | 8.3        |                          | Sanyō-Onoda                      |           |
| Mede            | 目出         | 9.7        |                          | Sanyō-Onoda                      |           |
| Onoda           | 小野田       | 11.6       | ■ Linea principale Sanyō | Sanyō-Onoda                      |           |

### Diramazione Motoyama
| Stazione        | Giapponese | Distanza | Collegamenti             | Posizione   |
| --------------- | ---------- | -------- | ------------------------ | ----------- |
| Suzumeda        | 雀田       | 0.0      | Linea Onoda (principale) | Sanyō-Onoda |
| Hamagōchi       | 浜河内     | 1.3      |                          | Sanyō-Onoda |
| Nagato-Motoyama | 長門本山   | 2.3      |                          | Sanyō-Onoda |

## Materiale rotabile
- Elettrotreno Serie 105 a due casse
- Elettromotrice Serie 123 a singola cassa